# 鸛之鄉站
鸛之鄉站（日语：／ Kōnotori-no-sato eki */?）是位於兵庫縣豐岡市日撫，屬於WILLER TRAINS（京都丹後鐵道）的宮豐線（愛稱為宮津線）車站。車站編號為T25。此站只有普通列車（一人控制列車）停靠。
京都丹後鐵道大部分車站都是位於京都府內，而此站與豐岡站是唯二位於兵庫縣的車站。此站舊名為「但馬三江站」（日语：／），是但馬國內唯一冠以「但馬」的車站。在車站改名後，舊名變成副站名。

## 歷史
- 1929年12月15日：鐵道省峰豐線豐岡站至久美濱站之間開通。此站啟用，當時車站名為但馬三江站[5][2][3]。
- 1930年3月：站房竣工[2]。
- 1932年8月10日 - 舞鶴站（現時：西舞鶴站）至豐岡站之間全線開通，峰豐線成為宮津線的一部分，此成為宮津線車站[3]。
- 1987年4月1日：隨國鐵分割民營化，車站由西日本旅客鐵道（JR西日本）營運[3]。
- 1990年4月1日：宮津線由北近畿丹後鐵道接管，成為北近畿丹後鐵道車站[3]。
- 2009年5月10日：此站加入暱稱，稱為「鸛之鄉站」[6]。
- 2010年：

- 2月6日：站房翻新工程竣工。舉行了「翻新完成紀念活動」。
- 3月：發售Tomytec《鐵道娘～鐵道制服集～vol.10》，在該集中人物之一「但馬三重」取自此站站名。同年4月1日，在KTR有人車站和列車上中，限定販賣1000個特別版。
- 9月25日：鸛之鄉站應援團在舊站事務所開設「車站蕎麥麵 Poppoya」開業。

- 2011年4月：在車站附近設置「舊圓山川橋樑」紀念碑（橋腳紀念碑和路軌紀念碑）[2][10]。
- 2015年4月1日：由WILLER TRAINS接管車站，成為京都丹後鐵道宮豐線車站[4]。同時，車站改名為鸛之鄉站[4]。
- 2016年9月：「車站蕎麥麵 Poppoya」結業。

## 車站構造

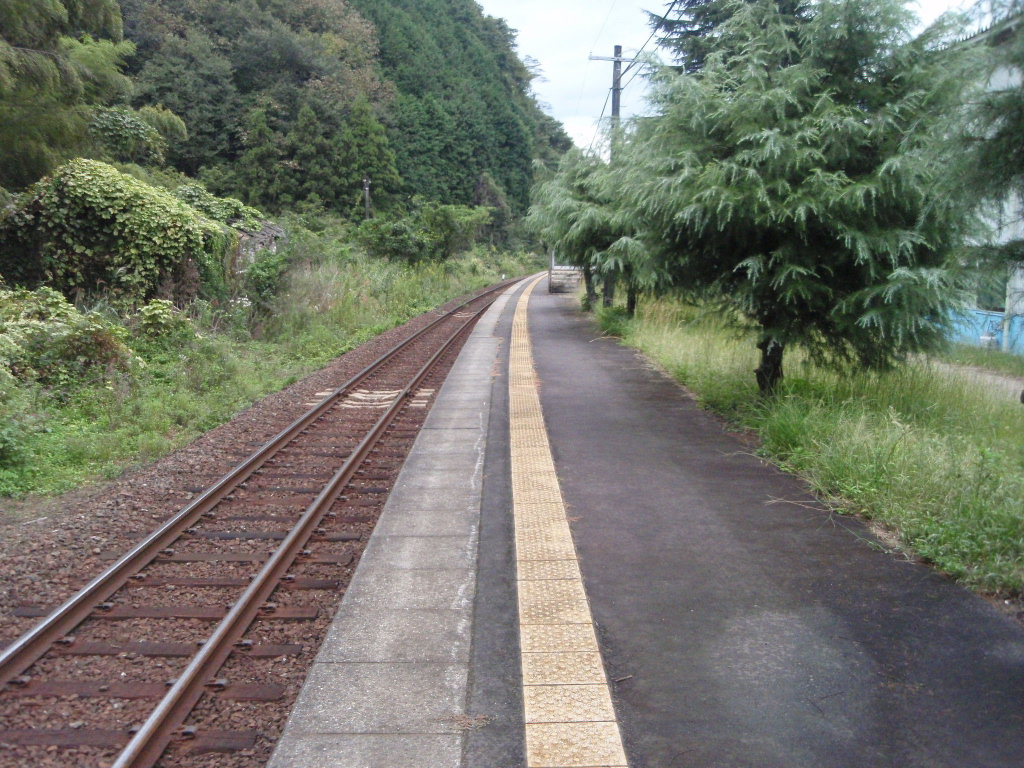
月台 (2010年10月)

本站是地面車站，並設有1面1線單式月台。往豐岡方向的列車會開啟右邊車門，並與往宮津方向的列車使用同一月台。此站曾設有1面2線的島式月台，現時一方的路軌已經撒走。由於站內沒有設置轉轍器和絶對信號機，因此被定義為停留所。
此站是無人車站，也是宮津線上唯一還留有啟用時使用之站房的車站。隨著站房老化，除了候車室外，其他設施均不能使用。在2009年（平成21年）度，豐岡市負責翻新站房。站內的設施借給KTR使用，車站則由當地團體「鸛之鄉站應援團」管理。
「鸛之鄉站應援團」將車站翻新時也把舊車站事務所內進行改裝。在2010年（平成22年）9月，舊車站事務所的「車站蕎麥麵 Poppoya」開業（在2016年9月，運營者的博客中宣布結業）。
本站在國鐵時代設有廁所，但是由於廁所老化而撤走。在車站翻新後，豐岡市另外新設有新建築物。

## 使用狀況
以下為近年1日平均乘車人次列表：
| 乘車人次變化 | 乘車人次變化    |
| 年度         | 1日平均乘車人次 |
| ------------ | --------------- |
| 2003         | 3               |
| 2004         | 3               |
| 2005         | 3               |
| 2006         | 6               |
| 2007         | 2               |
| 2008         | 5               |
| 2009         | 5               |
| 2010         | 6               |
| 2011         | 3               |
| 2012         | 3               |
| 2013         | 2               |
| 2014         | 1               |
| 2015         | 2               |
| 2016         | 2               |
| 2017         | 3               |
| 2018         | 1               |

## 車站周邊
- 國道178號（日语：国道178号）
- 國道312號（日语：国道312号）
- 豐岡汽車學校
- 久久比神社（日语：久久比神社） - 全國唯一關於鸛的神社[1]
- 正福寺、大石理玖（日语：香林院）遺髪塚
- 豐岡市立三江小學

## 相鄰車站
WILLER TRAINS（京都丹後鐵道）
宮豐線（宮津線）
快速
通過
普通
久美濱（T24）－鸛之鄉（T25）－豐岡（T26）

## 注腳
1. 1 2 3 4 5 6 7 8  . 京都丹後鉄道.   [2015-04-01]. （原始内容存档于2019-10-06） （日语）.
2. 1 2 3 4 5 6 7 8 9 10 11  . 神戶新聞綜合出版中心. 2011-12-15: 234. ISBN 9784343006028 （日语）.
3. 1 2 3 4 5  曾根悟（監修）. 朝日新聞出版分冊百科編集部（編集） , 编. . 週刊朝日百科. 14号 神戸電鉄・能勢電鉄・北条鉄道・北近畿タンゴ鉄道. 朝日新聞出版. 2011-06-19: 27-28 （日语）.
4. 1 2 3  . 神戶新聞（晨刊） (神戶新聞社). 2015-04-01: 24（但馬W） （日语）.
5. ↑  鐵道省告示第261號「峰豐線豐岡久美濱間鐵道運輸營業開始」，日本《官報》第884號，大藏省印刷局：1929年12月9日，第227頁。（國立國會圖書館數碼化收藏）
6. ↑  廣報豐岡第99號 （页面存档备份，存于）（日語） - 兵庫縣豐岡市（平成21年5月25日發行）
7. ↑   (PDF). 豐岡市.   [2015-04-01]. （原始内容存档 (PDF)于2015-04-02） （日语）.
8. ↑  読売新聞 2010年3月23日但馬版
9. 1 2  神戶新聞 2010年9月26日但馬版
10. ↑  . 豊岡市.   [2015-04-01]. （原始内容存档于2014-11-05）.
11. ↑  . 豊岡市.   [2015-04-01]. （原始内容存档于2015-04-02） （日语）.
12. ↑  「ぽっぽや」閉店のお知らせ（日語） - 鸛之鄉站「Poppoya」情報（2016年9月22日）
13. ↑  令和元年版豐岡市統計書 （页面存档备份，存于）（日語）

## 外部連結
- 鸛之鄉站 （页面存档备份，存于）（日語） - 京都丹後鐵道